# Округ Ван Бјурен (Ајова)
Округ Ван Бјурен (енгл. Van Buren County) је округ у америчкој савезној држави Ајова.

## Демографија
По попису из 2010. године број становника је 7.570, што је 239 (-3,1%) становника мање 2000. године.
| Група             | 2000.         | 2010.         |
| Белци             | 7.659 (98,1%) | 7.373 (97,4%) |
| Афроамериканци    | 5 (0,1%)      | 15 (0,2%)     |
| Азијати           | 22 (0,3%)     | 40 (0,5%)     |
| Хиспаноамериканци | 60 (0,8%)     | 88 (1,2%)     |
| Укупно            | 7.809         | 7.570         |